# Govenia elliptica
Govenia elliptica är en orkidéart som beskrevs av Sereno Watson. Govenia elliptica ingår i släktet Govenia och familjen orkidéer. Inga underarter finns listade i Catalogue of Life.